# 按國家和地區排列的列表匯總
以下是各種按國家和地區排列的列表。

## 人口

### 人口數量與密度
- 各国家和地区人口列表
- 各國人口列表 (聯合國)（英语：List of countries by population (United Nations)）
- 各國過去與未來預計人口列表（英语：List of countries by past and projected future population）
- 1年各國人口列表（英语：List of states by population in 1 CE）
- 1000年各國人口列表
- 1500年各國人口列表（英语：List of countries by population in 1500）
- 1600年各國人口列表（英语：List of countries by population in 1600）
- 1700年各國人口列表（英语：List of countries by population in 1700）
- 1800年各國人口列表（英语：List of countries by population in 1800）
- 1900年各国人口列表
- 1907年各國人口列表（英语：List of countries by population in 1907）
- 1939年各國人口列表（英语：List of countries by population in 1939）
- 1989年各國人口列表（英语：List of countries by population in 1989）
- 2000年各國人口列表（英语：List of countries by population in 2000）
- 2005年各國人口列表（英语：List of countries by population in 2005）
- 2010年各國人口列表（英语：List of countries by population in 2010）
- 2015年各國人口列表（英语：List of countries by population in 2015）
- 各国家和地区人口密度列表
- 各國過去與未來人口密度列表（英语：List of countries by past and future population density）

### 人口變化
- 各国家和地区人口增长率列表
- 各國自然增長率列表（英语：List of countries by natural increase）
- 各国净迁移率列表
- 各國家和地區移民人口列表（英语：List of sovereign states and dependent territories by immigrant population）
- 各國出生人口列表（英语：List of countries by number of births）
- 各国家和地区生育率列表
- 各國過去生育率列表（英语：List of countries by past fertility rate）
- 各国家和地区出生率列表
- 各国死亡率列表

### 人口結構
- 各國性別比列表（英语：List of countries by sex ratio）
- 各国人口年龄结构列表
- 各国家和地区年龄中位数列表

## 健康
- 各国人口预期寿命列表
- 各國過去預期壽命列表（英语：List of countries by past life expectancy）
- 各國墮胎數列表（英语：List of countries by abortion statistics）
- 世界婴儿死亡率列表
- 各國孕產婦死亡率列表（英语：List of countries by maternal mortality ratio）
- 各国自杀率列表
- 各國平均身高列表（英语：List of average human height worldwide）
- 各国人均摄入食物热量列表
- 各国人均肉类消费列表
- 各國肥胖率列表（英语：List of countries by obesity rate）
- 各國體重指數列表（英语：List of countries by body mass index）
- 全球飢餓指數
- 營養不良流行病學（英语：Epidemiology of malnutrition）
- 各國愛滋病成人流行率列表
- 各國癌症發病率列表（英语：List of countries by cancer rate）
- 各國非傳染病死亡風險列表（英语：List of countries by risk of death from non-communicable disease）
- 各國醫療品質列表
- 各国医院床位数量列表
- 各國醫療保險覆蓋率列表（英语：List of countries by health insurance coverage）
- 歐洲健康消費者指數（英语：Euro health consumer index）

## 治安
- 各国监禁率列表
- 各国谋杀率列表
- 各國槍支擁有量列表（英语：List of countries by gun ownership）
- 全球恐怖主義指數
- 脆弱国家指数

## 經濟

### 財富、GDP、收入與支出
- 各國平均工資（英语：List of countries by average wage）
- 各國人均家庭最終消費支出列表（英语：List of countries by household final consumption expenditure per capita）
- 各國最低工資列表
- 各國最低所得保障列表（英语：List of countries by guaranteed minimum income）
- 各國成人人均財富列表（英语：List of countries by wealth per adult）

### 平等與貧窮
- 各国收入均衡列表
- 各國財富平等列表（英语：List of countries by wealth equality）
- 各國男女收入比列表（英语：List of countries by male to female income ratio）
- 各國貧窮人口比率列表（英语：List of countries by percentage of population living in poverty）
- 各國就業率列表
- 各国失业率列表
- 各國無家可歸者人數列表（英语：List of countries by homeless population）
- 各國扶養比列表（英语：List of countries by dependency ratio）

### 進出口
- 各国进口额列表
- 各国出口额列表
- 各國淨出口列表
- 各国人均出口额列表
- 各國關稅稅率列表
- 各國貿易佔國民生產總值比例列表
- 各地国际收支列表

### 外匯
- 各國外匯儲備列表
- 各國外匯儲備列表 (不含黃金)
- 各貨幣對美元歷史匯率列表（英语：Tables of historical exchange rates to the United States dollar）

### 債務、投資與援助
- 各国国债列表
- 各国外债列表
- 各国家庭债务占GDP百分比列表
- 各国公司债务占GDP百分比列表
- 按人均國際投資部位淨值排列的債權國名單（英语：List of creditor nations by net international investment position per capita）
- 按人均國際投資部位淨值排列的債務國名單（英语：List of debtor nations by net international investment position per capita）
- 各國接受政府開發援助數額列表（英语：List of countries by Official Development Assistance received）
- 發展援助提供國列表
- 各國固定投資總額與GDP比例列表
- 各國信用評級列表

### 其他
- 各国储蓄率列表
- 各国政府预算列表
- 各国税收占国内生产总值百分比列表
- 各国央行年均贴现率列表
- 各国经济自由度列表
- 各国经商容易度列表
- 最大消費市場列表（英语：List of largest consumer markets）
- 金融發展指數（英语：Financial Development Index）
- 各國經濟複雜度列表（英语：List of countries by economic complexity）

## 競爭、科研與創新
- 全球競爭力報告
- 世界競爭力年鑑
- 太空競爭力指數（英语：Space Competitiveness Index）
- 各国研究与开发经费列表
- 各國科技期刊文章數量列表（英语：List of countries by number of scientific and technical journal articles）
- 各國幹細胞研究試驗數列表（英语：List of countries by stem cell research trials）
- 全球創新指數
- 國際創新指數（英语：International Innovation Index）
- 世界知識產權指標（英语：World Intellectual Property Indicators）

## 發展水平與生活品質
- 各国家和地区城市化率列表
- 人類發展指數列表
- 不平等调整后人类发展指数列表
- 世界快樂報告
- 社会进步指数
- 全球繁榮指數
- 全球養老指數（英语：Global Retirement Index）
- 最佳出生地指数
- 優良國家指數
- 世界慈善捐助指数列表

## 建築與城市設施
- 各國最高建築物列表
- 各國主教座堂列表（英语：Lists of cathedrals）
- 各國墳場列表（英语：Lists of cemeteries）
- 有漢堡王加盟店的國家列表（英语：List of countries with Burger King franchises）
- 有麥當勞餐館的國家列表（英语：List of countries with McDonald's restaurants）

## 工業
- 家用電源列表
- 各國電氣化率列表（英语：List of countries by electrification rate）
- 各國電動汽車使用狀況（英语：Electric car use by country）

### 排放
- 各國人均溫室氣體排放量列表（英语：List of countries by greenhouse gas emissions per capita）
- 各国二氧化碳排放量列表
- 各国人均二氧化碳排放量列表

### 儲量
- 各國煤儲量列表（英语：List of countries by coal reserves）
- 各国天然气储量列表
- 各国石油储量列表
- 各國釷儲量列表（英语：List of countries by thorium resources）
- 各国铀储备量列表
- 各国可再生水资源列表

### 消費量
- 各國能源生產及消耗列表
- 各国每年人均能量消耗列表
- 國家電力消耗排名列表
- 各国天然气消费量列表
- 各国石油消费量列表
- 各国淡水消耗量列表

### 產量
- 各国汽车产量列表
- 各國發電量列表
- 各国可再生能源电力产量列表
- 水力發電
- 各國風力發電
- 各国石油产量列表
- 各国天然气产量列表
- 各国煤产量列表
- 世界铀产量排行
- 各國鉑產量列表
- 各国黄金产量列表
- 各國銀產量列表
- 各国铜产量列表
- 各国钢产量列表
- 各国铝产量列表
- 各国氧化铝产量列表
- 各国铋产量列表
- 各國汞產量列表（英语：List of countries by mercury production）
- 各国膨润土产量列表
- 各国钾长石产量列表
- 各國鋰產量列表
- 各國鈀產量列表（英语：List of countries by palladium production）
- 各国锰产量列表
- 各國鎂產量列表
- 各國錫產量列表（英语：List of countries by tin production）
- 各国锌产量列表
- 各国盐产量列表
- 各國矽產量列表
- 各國礦物產量列表（英语：Lists of countries by mineral production）
- 各國鋁土礦產量列表（英语：List of countries by bauxite production）
- 各国水泥产量列表

### 出口量
- 各國電出口量列表（英语：List of countries by electricity exports）
- 各國石油淨出口量列表（英语：List of countries by net oil exports）
- 各国石油出口量列表
- 各國精煉油出口量列表（英语：List of countries by refined petroleum exports）
- 各國鋁出口量列表（英语：List of countries by aluminium exports）
- 各国天然气出口量列表
- 各國金出口量列表（英语：List of countries by gold exports）
- 各國銅出口量列表（英语：List of countries by copper exports）
- 各國鐵礦出口量列表（英语：List of countries by iron-ore exports）
- 各國鑽石出口量列表（英语：List of countries by diamond exports）
- 各國輪船出口量列表（英语：List of countries by ship exports）
- 各國汽車出口量列表（英语：List of countries by car exports）
- 各國貨車出口量列表（英语：List of countries by truck exports）
- 各國汽車零組件出口量列表（英语：List of countries by automotive component exports）
- 各國航空器零組件出口量列表（英语：List of countries by aircraft component exports）
- 各國航空航天飛行器出口量列表（英语：List of countries by aircraft and spacecraft exports）
- 各國引擎出口量列表（英语：List of countries by engine exports）
- 各國燃氣輪機出口量列表（英语：List of countries by gas turbine exports）
- 各國電腦出口量列表（英语：List of countries by computer exports）
- 各國積體電路出口量列表（英语：List of countries by integrated circuit exports）
- 各國電話出口量列表（英语：List of countries by telephone exports）
- 各國通訊裝置出口量列表（英语：List of countries by telecommunications equipment exports）
- 各國藥品出口量列表（英语：List of countries by pharmaceutical exports）

## 農業
- 各国土地使用情况列表
- 各國人均耕地面積列表（英语：List of countries by real population density based on food growing capacity）
- 各国土地灌溉面积列表
- 各国森林面积列表

### 產量
- 各國農業產值列表
- 各国捕捞与养殖水产品产量列表
- 各國小麥產量列表（英语：International wheat production statistics）
- 各国苹果产量列表
- 各國杏產量列表（英语：List of countries by apricot production）
- 各國菜薊產量列表（英语：List of countries by artichoke production）
- 各國酪梨產量列表（英语：List of countries by avocado production）
- 各國大麥產量列表
- 各國櫻桃產量列表（英语：List of countries by cherry production）
- 各國椰產量列表（英语：List of countries by coconut production）
- 各國咖啡產量列表（英语：List of countries by coffee production）
- 各國黃瓜產量列表（英语：List of countries by cucumber production）
- 各國茄產量列表（英语：List of countries by eggplant production）
- 各國蒜產量列表（英语：List of countries by garlic production）
- 各國番木瓜產量列表（英语：List of countries by papaya production）
- 各國鳳梨產量列表（英语：List of countries by pineapple production）
- 各國李子產量列表（英语：List of countries by plum production）
- 各國馬鈴薯產量列表（英语：List of countries by potato production）
- 各國大豆產量列表（英语：List of countries by soybean production）
- 各国番茄产量列表
- 各国葡萄酒产量列表

### 消費量
- 各国人均肉类消费列表
- 各國人均乳類消費量列表
- 各国人均啤酒消费量列表
- 各国人均酒精消费量列表
- 各国人均烟草消费量列表
- 煙草普及率（英语：Prevalence of tobacco use）
- 各國大麻消費量列表（英语：Annual cannabis use by country）
- 各國鴉片消費量列表（英语：List of countries by prevalence of opiates use）
- 各國古柯鹼消費量列表（英语：List of countries by prevalence of cocaine use）

### 出口量
- 各國玉米出口量列表（英语：List of countries by maize exports）
- 各國小麥出口量列表（英语：List of countries by wheat exports）
- 各國咖啡出口量列表（英语：List of countries by coffee exports）
- 各國棉花出口量列表（英语：List of countries by cotton exports）

## 環境
- 各国自然灾害风险指数列表
- 氣候變化績效指數（英语：Climate Change Performance Index）
- 环境绩效指数
- 環境脆弱指數（英语：Environmental Vulnerability Index）
- 快乐星球指数
- 各国生态足迹列表
- 可持續社會指數（英语：Sustainable Society Index）

## 通訊
- 各国互联网使用者数目列表
- 各国宽带互联网使用者数目列表
- 各國4G LTE滲透率列表
- 各国互联网主机数列表
- 各國智慧型手機普及率列表
- 各國網際網路連線速度列表
- 各國手機銀行使用率（英语：List of countries by mobile banking usage）
- 網路指數（英语：Web index）
- 資訊及通訊科技發展指數（英语：ICT Development Index）
- 政府寬頻指數（英语：Government Broadband Index）
- 国际电话区号列表
- 報紙列表（英语：Lists of newspapers）
- 各國無線電視（英语：List of television articles by country）
- 互联网顶级域列表

## 地理
- 世界各国和地区面积列表
- 各政治與地理分區面積列表（英语：List of political and geographic subdivisions by total area (all)）
- 各国森林面积列表
- 陆地边界长度列表
- 各国海岸线长度列表
- 各国最高点列表
- 各國最北端列表（英语：List of countries by northernmost point）
- 各國最南端列表（英语：List of countries by southernmost point）
- 各國最東端列表（英语：List of countries by easternmost point）
- 各國最西端列表（英语：List of countries by westernmost point）
- 各國最大島嶼列表（英语：List of countries by largest island）
- 各國島嶼數量列表（英语：List of countries by number of islands）
- 無河流國家列表
- 专属经济区
- 島嶼國家列表
- 岛屿列表
- 內陸國家
- 僅與一個國家接壤的國家列表
- 飛地列表（英语：List of enclaves and exclaves）
- 時區列表
- 各國時區列表
- 各地夏令時間列表
- 各國及其屬地地圖（英语：Maps of present-day countries and dependencies）
- 国家公园列表

## 軍事
- 各国国防预算列表
- 各国武装部队服役人数列表
- 輕兵器調查報告（英语：Small Arms Survey）
- 各國人均軍事支出列表（英语：List of countries by military expenditures per capita）
- 國家實力綜合指數
- 各國軍事列表
- 航空母艦列表
- 核武器擁有國列表
- 各國情報機構（英语：List of intelligence agencies）

## 政治

### 自由、民主、法治與人權
- 自由指数列表
- 各國自由狀況（英语：Freedom in the World）
- 新闻自由指数
- 民主指数
- 民主多樣性研究所（英语：V-Dem Institute）
- 各國投票制度列表（英语：List of electoral systems by country）
- 各國公民投票列表（英语：Referendums by country）
- 各國政府透明度列表（英语：List of countries by consultation on rule-making）
- 全球貪污晴雨表（英语：Global Corruption Barometer）
- 貪污感知指數
- 世界正義工程
- 全球奴隶制指数
- 全球性別差距報告
- 世界母親狀況報告（英语：Save the Children State of the World's Mothers report）

## 國家與領土
- 按時間劃分的政治實體列表（英语：Lists of political entities by century）
- 各大洲主權國家與附屬領土列表（英语：List of sovereign states and dependent territories by continent）
- 主权国家列表
- 聯合國會員國列表
- 按聯合國地理方案排列的國家列表（英语：List of countries by United Nations geoscheme）
- ISO 3166國家代碼列表（英语：List of ISO 3166 country codes）
- FIPS國家代碼列表（英语：List of FIPS country codes）
- 以人名命名的國家列表（英语：List of countries named after people）
- 各國國名語源（英语：List of country name etymologies）
- 各語言中的各國國名列表（英语：List of country names in various languages）
- 各國及其首都在當地語言中的名稱列表（英语：List of countries and dependencies and their capitals in native languages）
- 私人国家列表
- 已不存在国家列表
- 虛構國家列表（英语：List of fictional countries）
- 世界主權爭端領土列表

### 行政區劃與城市
- 各國行政區劃列表（英语：List of administrative divisions by country）
- 各國自治行政區劃列表
- 各国首都列表
- 非定都於最大城市的國家的列表
- 前首都列表
- 多首都國家
- 各國城市列表
- 地名的形容詞形式或區域居民稱謂詞列表（英语：List of adjectival and demonymic forms of place names）

### 國家象徵
- 國旗列表
- 國旗縱橫比列表
- 各国国旗变迁时间轴
- 按顏色排列的旗幟列表（英语：List of flags by color）
- 按顏色組合排列的旗幟列表（英语：List of flags by color combination）
- 国徽列表
- 国家格言列表

### 其他
- 各國政體列表
- 各國執政黨列表
- 无政党国家列表
- 各国领导人列表
- 活跃的分离主义运动列表
- 各國立法機關列表
- 各國建國時間列表
- 各國外交使團數量（英语：List of countries by number of diplomatic missions）
- 各國採用共和體制的日期列表（英语：List of countries by date of transition to republican system of government）

## 法律
- 各國死刑列表
- 憲法列表（英语：List of national constitutions）
- 各國著作權保護期限列表（英语：List of countries' copyright lengths）
- 國際著作權協議締約方（英语：List of parties to international copyright agreements）
- 各國緊急避孕藥供應情況（英语：Emergency contraceptive availability by country）
- 各國色情作品法律地位（英语：Pornography by region）
- 各國性交易（英语：Prostitution by country）

## 體育
- 国际足联国家代码列表
- 國際奧委會國家或地區編碼列表
- 奥林匹克运动会奖牌统计
- 帕拉林匹克運動會獎牌統計
- 世界射箭排名（英语：World Archery Rankings）
- 世界田徑排名（英语：World Athletics Rankings）
- 世界羽联世界排名
- 世界羽聯青少年排名（英语：BWF World Junior Ranking）
- 沙灘足球世界排名
- 世界棒壘球聯盟棒球世界排名
- 国际篮球联合会世界排名
- 國際籃球聯合會女子世界排名
- 拳擊排名（英语：List of current boxing rankings）
- 国际棋联世界排名
- ICC板球排名（英语：ICC Test Championship）
- ODI板球排名（英语：ICC ODI Championship）
- 二十20
- 冰壺世界排名（英语：World Curling Rankings）
- 國際自由車總會男子公路賽世界排名（英语：UCI World Ranking）
- 飛鏢世界排名（英语：Darts world rankings）
- 國際滑冰總會世界排名
- 福樂球世界排名（英语：IFF World Ranking）
- 國際足協世界排名
- 国际足球等级分排名
- 國際足協女子世界排名)
- 男子高爾夫世界排名
- 女子高爾夫世界排名
- 世界業餘高爾夫球排名（英语：World Amateur Golf Ranking）)
- 草地曲棍球世界排名（英语：FIH World Rankings）
- 國際冰總世界排名
- 合球世界排名（英语：IKF World Korfball Ranking）
- 國際泰拳總會
- 籃網球世界排名（英语：INF World Rankings）
- 輪滑曲棍球排名（英语：Roller hockey rankings）
- 聯盟式橄欖球世界排名（英语：IRL World Rankings）
- 世界橄欖球排名
- 斯诺克职业选手世界排名
- 男子壁球世界排名（英语：Official Men's Squash World Ranking）
- 女子壁球世界排名（英语：Official Women's Squash World Ranking）
- 國際乒乓球聯合會
- 網球：ATP排名，WTA排名，ITF排名)
- 国际排球联合会世界排名
- 沙灘排球世界排名
- 水球世界排名（英语：FINA Water Polo World Rankings）

## 交通
- 无机场国家列表
- 港口列表
- 物流績效指數（英语：Logistics Performance Index）
- 地鐵列表
- 各國單軌鐵路系統（英语：List of monorail systems）
- 各國鐵道運輸（英语：Rail transport by country）
- 路面電車與輕軌系統列表
- 郊區和通勤鐵道系統列表（英语：List of suburban and commuter rail systems）
- 道路通行方向
- 國際車輛登記代碼（英语：International vehicle registration code）
- 英國外交車輛號牌國家代碼（英语：List of country codes on British diplomatic vehicle registration plates）

## 文化
- 世界遗产
- 各國世界遺產數列表
- 獲奧斯卡最佳國際影片獎提名的國家和地區列表
- 世界各地音樂流派列表（英语：List of cultural and regional genres of music）
- 各國民族和文化多樣性水平列表（英语：List of countries ranked by ethnic and cultural diversity level）

### 語言
- 各国官方语言列表
- 各國語言列表（英语：List of countries by spoken languages）
- 各國英語人口列表（英语：List of countries by English-speaking population）
- 英语国家和地区列表
- 阿拉伯语国家和地区列表
- 法语国家和地区列表
- 葡萄牙语国家和地区列表
- 俄语国家和地区列表
- 西班牙语国家和地区列表
- 語言多樣性指數（英语：Linguistic diversity index）

### 宗教
- 各国宗教
- 各國基督教
- 各國耶和華見證人（英语：Jehovah's Witnesses by country）
- 各国伊斯兰教
- 各國印度教（英语：Hinduism by country）
- 各國佛教
- 各國猶太人口（英语：Jewish population by country）
- 各國錫克教（英语：Sikhism by country）
- 各國阿赫邁底亞（英语：Ahmadiyya by country）
- 各國無宗教人口列表（英语：List of countries by irreligion）

## 教育
- 各國識字率列表
- 教育指数
- 各国教育开支列表
- 各國高等教育公共支出列表（英语：List of countries by public spending in tertiary education）
- 各国每年书籍出版数列表
- 各國諾貝爾獎得主人數
- 各國25-34歲人群中有高等學位者比例列表（英语：List of countries by 25- to 34-year-olds having a tertiary education degree）
- 各國高等教育程度（英语：List of countries by tertiary education attainment）
- 各國中等教育程度（英语：List of countries by secondary education attainment）
- 世界大學網路排名
- 英孚英语水平指数
- 国际学生能力评估计划
- 促進國際閱讀素養研究
- 國際數學和科學研究趨勢（英语：Trends in International Mathematics and Science Study）
- 各国教育列表
- 各國學校列表（英语：List of schools by country）
- 各國大學和學院（英语：Lists of universities and colleges by country）

## 人物與人名
- 各國小說家列表（英语：List of novelists by nationality）
- 各國人物列表（英语：Lists of people by nationality）
- 常见姓氏列表

## 外部連結
- CSGR全球標桿數據庫
- 全球發展指數和排名列表
- Soft Power 30 （页面存档备份，存于）（ 软实力排名）
- 國家品牌指數 （页面存档备份，存于）
- 美国教育考试服务中心：2003-2004年托福考試年度數據總結

|  | 本条目是列表索引。 如果您是某條目的内部链接而转到本页，希望您能協助修正该處的内部链接，將它指向正确的条目。 |